# Szörnyszülők
A Szörnyszülők (eredeti cím: Mom and Dad) 2017-ben bemutatott amerikai–brit horrorfilm-vígjáték, amelyet Brian Taylor írt és rendezett. A főbb szerepekben Nicolas Cage, Selma Blair, Anne Winters, Zackary Arthur, Robert T. Cunningham és Lance Henriksen látható. 
Először a Torontói Nemzetközi Filmfesztiválon volt látható 2017. szeptember 9-én. Át Amerikai Egyesült Államokban 2018. január 19-én, az Egyesült Királyságban 2018. március 9-én mutatták be mozikban.

## Cselekmény
Statikus zaj kezd szólni egy autó fedélzeti rendszerén. Egy külvárosi anya zenét tesz be a gyerekének, majd leparkol a sínekre, és a gyereket az autóban hagyva távozik – egyértelmű szándéka, hogy a gyermeket megölje.
A Ryan család négytagú, de feszült a viszonyuk. Brent, az apa, nem helyesli lánya, Carly új barátját, Damont. Közben egy enyhe középkorú válságon is átesik, mivel látszólag egy izomautón dolgozik a garázsban. Carly úgy érzi, anyja, Kendall nem érti meg őt, gyakran veszekszik öccsével, Joshuával, és különösen dühös, amiért le kellett mondania a barátjával való találkozót, mert a nagyszülei látogatóba jönnek. Kendall próbál új hobbit találni magának, például fitneszórákra jár, és izgatottan várja a testvére új babájának megszületését.
Amíg Carly iskolában van, rádiók és televíziók ismeretlen eredetű statikus jeleket kezdenek sugározni. A hatás szörnyű következményekkel jár: a Ryanék házvezetőnője meggyilkolja saját lányát Joshua szeme láttára. Eközben a szülők feldühödött tömege rohamozza meg Carly iskoláját, hogy megöljék a saját gyerekeiket. Amikor az egyik diák felmászik a kerítésre, hogy elérje az anyját, ő kocsikulccsal halálra szúrja – a diákok pánikszerűen menekülnek, bár sokan a saját szüleik kezétől halnak meg.
Carly barátnőjével, Riley-val menekül el. Elérnek Riley házához, ahol Carly a híradásokból megtudja, hogy az ismeretlen statikus jel hatására országszerte szülők próbálják megölni gyermekeiket. A tévében Dr. Oz is nyilatkozik, és a jelenséget a disznópopulációknál megfigyelt vérengzéssel hasonlítja össze. Eközben fent Riley anyja megfojtja a saját lányát. Carly rémülten menekül haza, és találkozik Damonnal, akit az apja korábban megpróbált megölni egy eltört üvegpalackkal, de végül saját magát vágta el végzetesen. Damon Carly-val tart a házba, hogy biztonságba helyezzék Joshuát.
Kendall eközben a kórházban van, ahol nővére, Jeannie szülni készül. A szülőszobában is megjelenik a statikus jel, amit azonnal követ, hogy Jeannie megpróbálja megölni az újszülött lányát. Kendall megmenti a csecsemőt, és hazamenekül vele. Otthon Brent meglátja Carly-t Damonnal, és a hisztéria hatására megtámadja a fiút, majd Carly-ra is ráront. Kendall, amikor hazaér, csatlakozik hozzá. Carly és Joshua a pincébe zárkóznak, Kendall pedig egy elektromos fűrésszel próbálja áttörni az ajtót. Brent elővesz egy dobozt az ágya alól, de rájön, hogy a fegyvere hiányzik. Joshua előkeríti Brent pisztolyát, és az ajtón keresztül rálő anyjára, megsebesítve őt. Brent és Kendall – miután "közelebb kerülnek egymáshoz" közös gyilkos vágyuk révén – egy gázcsövet vezetnek a sütőből a pincébe, hogy megmérgezzék a gyerekeket. Carly észreveszi a gázt, így csapdát állít: gyufákat szerel az ajtóhoz, majd Joshuával együtt elbújik a szellőzőrendszerben. Amikor Brent levágja a lakatot és kinyitja az ajtót, a gyufák meggyulladnak, felrobbantva a gázt – a robbanás eszméletlenre sújtja mindkét szülőt, miközben Damon épp magához tér. Damon segít Carly-nak és Joshua-nak elmenekülni a szüleik elől, de Kendall magához tér, és ismét kiüti Damont. Ahogy a szülők egyre közelebb kerülnek a gyerekeikhez, megszólal a csengő. Amikor Brent ajtót nyit, saját szülei – Mel és Barbara – támadnak rá, szintén gyilkos szándékkal. Az egész házban őrült hajsza kezdődik: Joshua próbál elbújni az apja elől a garázsban, Carly-t Kendall üldözi, és le is üti, mielőtt Kendall anyósa kiütné őt. Brent megpróbálja kiszedni Joshuát az autóból, de a fiú el tudja indítani a járművet, és a dulakodás során Brent sebességbe teszi azt. Az autó áttör a garázsajtón, halálra gázolja Brent szüleit, és őt is eszméletlenre üti a becsapódás.
Kendall éppen végezni akar Carly-val, amikor Damon leüti őt egy lapáttal. Később Kendall és Brent a pincében térnek magukhoz, ahol le vannak kötözve. Carly, Joshua és Damon figyelik őket. A szülők még mindig a hisztéria hatása alatt állnak, és a gyerekek nem hajlandók őket elengedni. Kendall könnyek között mondja a gyerekeinek, hogy szereti őket, mire Brent el kezd egy mondatot:
„De néha csak azt akarjuk, hogy—”,
a film pedig félbeszakítva, ezen a ponton ér véget.

## Szereplők
| Szereplő             | Színész              | Magyar hang        |
| -------------------- | -------------------- | ------------------ |
| Brent Ryan           | Nicolas Cage         | Csankó Zoltán      |
| Kendall Ryan         | Selma Blair          | Németh Kriszta     |
| Carly Ryan           | Anne Winters         | Kántor Kitty       |
| Josh Ryan            | Zackary Arthur       | Berecz Kristóf Uwe |
| Damon Hall           | Robert T. Cunningham | Bogdán Gergő       |
| Riley                | Olivia Crocicchia    | Tamási Nikolett    |
| Jeannie              | Rachel Melvin        |                    |
| osztályfőnök         | Joseph D. Reitman    | Imre István        |
| Jenna                | Samantha Lemole      | Makay Andrea       |
| Barbara Ryan         | Marilyn Dodds Frank  | Bessenyei Emma     |
| Mel Ryan             | Lance Henriksen      | Ujréti László      |
| önmaga               | Mehmet Oz            | Seder Gábor        |
| televíziós szakértőt | Grant Morrison       | Tokaji Csaba       |

### Magyar változat
- Bemondó: Tokaji Csaba
- Magyar szöveg: Szojka László
- Hangmérnök és vágó: Kozma Attila
- Gyártásvezető: Böhm Anita
- Szinkronrendező: Sostarics Ágnes
- Produkciós vezető: Bárány Sándor

A szinkront a BTI Stúdió készítette el.

## A film készítése
A film brit és amerikai koprodukcióban készült.
2016. február 12-én jelentették be, hogy Nicolas Cage lesz a film főszereplője, majd 2016. június 22-én Selma Blair is csatlakozott a szereplőgárdához. A forgatási munkálatok 2016 júliusában kezdődtek, és Louisville-ben zajlottak.